# Anita White
Anita White, född 18 juli 1958 i Seattle, känd som Lady A, är en amerikansk aktivist och sångare inom genrerna blues, soul, funk och gospel. White rönte uppmärksamhet i media 2020, i samband med att countrygruppen Lady Antebellum förkortade sitt bandnamn till Lady A, vilket sedan tidigare var Whites artistnamn.

## Diskografi
- BlueZ in the Key of Me (2010)
- How Did I Get Here (2013)
- Loved, Blessed and Blues (2016)
- Doin' Fine (2018)
- Lady A: Live in New Orleans (2020)